# Дурдуфи, Дмитрий
Дми́трий Дурду́фи (рум. Dimitrie Durdufi; ? — ?) — городской голова Кишинёва с 1846 по 1848.

## Биография
Ставрий Дурдуфи происходил из семьи бессарабских землевладельцев.
В 1846 году был избран городской головой Кишинёва, сменив на этом посту Дмитрия Ловчинского.
В 1848 году место Дурдуфи занял Дмитрий Минков.